# Marienkapelle (Wennedach)

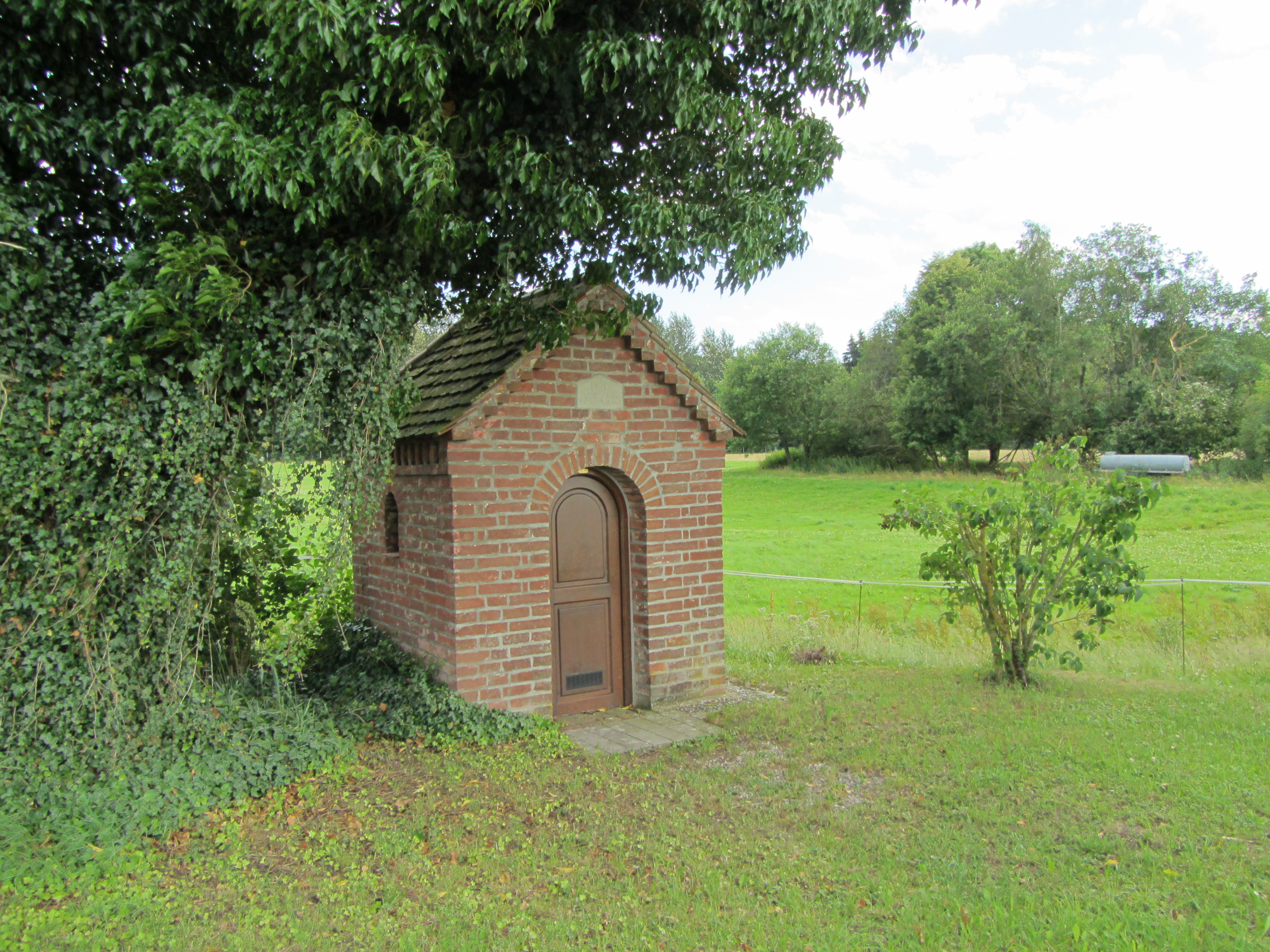
Besenkapelle “Muttergottes von der immerwährenden Hilfe” bei Steinhauser (2012)

Die Marienkapelle oder auch „Besenkapelle“ ist eine Kapelle in Wennedach, einem Teilort von Ochsenhausen im Landkreis Biberach in Oberschwaben.

## Beschreibung
Die Kapelle befindet sich an der Ziegeleistraße, bei den Häusern der alten Ziegelei. Die geostete, biberschwanzgedeckte Backsteinkapelle hat ein Satteldach und je ein ovales Fenster im Süden und im Norden. Sie wurde im Jahre 1875 vom Ziegler Alois Geiger errichtet. Der heutige Eigentümer heißt Johannes Ruf. In unmittelbarer Nähe der unscheinbaren Kapelle befindet sich ein älterer Birnbaum, der als Naturdenkmal in der Denkmalliste des Landkreises Biberach eingetragen ist. Im Inneren der Kapelle befindet sich ein Ikonenbild der „Muttergottes von der immerwährenden Hilfe“.
Der Kapelle hat auch die Funktion einer Besenkapelle, weil ihr eine besondere Heilkraft beim Abbeten von Furunkeln aller Art zugeschrieben wird. Nach erfolgter Heilung stellen die Geheilten, aus Dankbarkeit einen Rutenbesen in ein Eck der Kapelle.
Im Jahre 2001 wurde die Kapelle von Mitgliedern des Rotary Club Biberach an der Riß aufwendig renoviert und danach von dem damaligen Pfarrer von Reinstetten Ruppert Willburger in Anlehnung an das Ikonenbild der „Muttergottes von der immerwährenden Hilfe“ neu geweiht. Bei der Weihe waren auch der Bürgermeister von Ochsenhausen Andreas Denzel und der Rotary Club Präsident von Biberach Gerhard Lang anwesend.